# Битва за Рим (фильм)
«Битва за Рим» (нем. Kampf um Rom) — фильм-пеплум, военно-историческая драма режиссёров Роберта Сиодмака, Эндрю Мартона и Серджиу Николаеску (двое последних в титрах версий для большинства стран не указаны) периода византийско-готских войн, снятая на основе одноимённого романа Феликса Дана.
Оригинальная версия в Западной Германии состоит из двух частей — «Битва за Рим часть 1» («Kampf um Rom teil 1», 1968 год, 99 минут) и «Битва за Рим часть 2 — Измена» («Kampf um Rom teil 2 — Der Verrat», 1969 год, 91 минута). Версии, выпущенные в прокат в других странах, подвергались значительным сокращениям.

## Сюжет
Фильм, хотя и является историческим, но снят по художественному произведению, поэтому в его сюжете имеются не только вымышленные герои, но и значительные искажения и отступления от исторических событий и образов персонажей. К примеру, стратег Нарсес представлен карликом, хотя исторические данные свидетельствуют о его хорошем здоровье позволившем в 75-летнем возрасте возглавить кампанию и достичь победы.
Сюжет охватывает практически всю позднюю историю средневекового Королевства остготов, от смерти его основателя Теодориха Великого в 526 году до уничтожения войсками Византийской империи в 552 году.

### «Битва за Рим, часть 1»
Действие начинается со вступления, в котором кратко излагаются события с конца IV века по конец V века. В конце IV века Римская империя распалась на Западную Римскую империю и Восточную Римскую (Византийскую) империю, а в конце V века Италию захватили германцы: в 476 году последний император Западной Римской империи Ромул Августул был низложен германцем на римской службе Одоакром, а в 490 году к Риму подошли германцы-остготы во главе с Теодорихом Великим и его верным помощником Гильдебрандом, в результате чего в 493 году сидевший в Равенне Одоакр был свергнут остготами. Германцы-остготы заняли всю Италию и Сицилию и образовали там своё королевство со столицей в Равенне.
Основное действие фильма начинается в начале VI века. В столице Восточной Римской (Византийской) империи — Константинополе правят император Юстиниан I и его жена — властолюбивая императрица Феодора (исторические же Юстиниан I и Феодора начали своё правление только в 527 году, уже после смерти Теодориха Великого). Для защиты от остготов они держат на своих западных границах могучее войско. А на западе некогда великий Рим находится под властью остготов и вынужден платить им дань.
526 год. В Равенне умирает король остготов Теодорих Великий. А в Риме известие о смерти Теодориха обсуждают униженные остготами римляне. Их лидер — будущий префект Рима Марк Юлий Цетег (вымышленный персонаж из клана Цетегов), отправляется в Константинополь на переговоры с Юстинианом I.
527 год. В Константинополе, при молчаливом одобрении влиятельного вельможи-полководца Нарсеса, Цетег вступает в интимную связь с любвеобильной императрицей Феодорой и знакомится со вторым византийским полководцем — молодым главнокомандующим Византийской армией Велисарием. Благосклонность Феодоры позволяет Цетегу заручиться у византийской верхушки обещанием поддержки в предстоящей, при удобном случае, борьбе с остготами.
533 год. Победы в Северной Африке над Королевством вандалов и аланов значительно усиливают Византийскую империю. Двор остготов в Равенне в это время, наоборот, раздирают противоречия между двумя наследницами Теодориха — сёстрами Амаласунтой и Матасунтой (историческая же Матасунта была 15-летней дочерью Амаласунты и соответственно — внучкой Теодориха). Правящая регентша Амаласунта, добившаяся своей коронации (исторически же ещё в 526 году был коронован малолетний сын Амаласунты — Аталарих), готова пойти на союз с Византией и на равноправные отношения с римлянами, но остготская знать против этого и тайно поддерживает Матасунту.
Амаласунта отправляет Матасунту в ссылку на остров на озере Больсена, а Цетегу она разрешает некоторые ремонтные работы в Риме и отправляет туда наблюдателем молодого остготского воина-герцога Тотилу. На рыночной площади Рима Тотила спасает от сбежавшего из зверинца льва дочь Цетега Юлию. Между молодыми людьми возникают романтические отношения. Пользуясь этим, Цетег отвлекает внимание Тотилы своей дочерью, а сам в это время организует тайное создание в Риме более серьёзных военных укреплений. Рим всё более усиливается втайне от своих завоевателей остготов, тайно закупает оружие и готовится к реваншу.
534 год. Остготская знать, видя всё большее ослабление своего королевства под властью Амаласунты, пытается «спасти то, что ещё можно спасти». Назревает заговор королевского совета во главе с Гильдебрандом. Хитрый Цетег с римлянами также вмешивается во всё происходящее, чтобы ускорить события и усилить междоусобицу у остготов. Королевский совет остготов решает освободить Матасунту и передать ей корону. Знать покидает Амаласунту, которая с помощью Цетега бежит на остров на озере Больсена, чтобы сдаться на милость Матасунты (исторически же в этом году умер коронованный малолетний сын Амаласунты — Аталарих и был коронован двоюродный брат Амаласунты — Теодахад, который её и отправил в ссылку на остров).
535 год. Добившаяся власти Матасунта решает отомстить за своё унижение. Обманом она заманивает и запирает Амаласунту в горячей бане, где та умирает от горячего пара. Теперь уже Матасунта при поддержке Цетега готовится короноваться. Однако королевский совет остготов желает иметь своим новым правителем мужчину, а не женщину. Знать намерена провозгласить королём остготов известного своей отвагой женатого воина незнатного рода Витигеса. Остготы разделяются и разгорается междоусобица, но всё же компромисс с трудом найден знатью в новом формальном браке Витигеса с Матасунтой (исторически же в этом году продолжал править Теодахад).
В это время довольный Цетег спешит с радостной вестью о междоусобице остготов в Константинополь. В соответствии с прежней договорённостью, византийская армия выступает в поход для «освобождения» Рима. Войска идут под командованием выдвинутого Феодорой молодого полководца Велисария, а пожилой и опытный полководец Нарсес радуется, что его минуют трудности начала битвы и предвидит для себя всю славу окончательной победы над остготами и Римом. Вездесущий Цетег возвращается в Рим и со своими сподвижниками изгоняет из города небольшой гарнизон остготов.
536 год. У остготов в Равенне снова разногласия (исторически же только в этом году был убит Теодахад и коронован Витигес). Матасунта любит вновь коронованного Витигеса, но он не может простить ей разрушения своей прежней семьи. Недовольная Матасунта задумывается о новой коварной интриге против Витигеса. В это время, к Риму после длительного тяжёлого морского перехода, «проиграв по пути три битвы», с юга приближается разношёрстное византийское войско Велисария, рассчитывающее на поддержку «союзников»-римлян (исторический же Велисарий в этом году довольно легко занял Сицилию и всю южную Италию). Велисарий требует впустить свою армию в город для отдыха, но хитрый Цетег заявляет, что «Рим уже освобождён» и вступает с византийцами в бесконечные переговоры у закрытых ворот (исторический же Велизарий в этом году легко занял Рим и прогнал пришедших и пытавшихся примириться остготов назад в Равенну).
537 год. С севера к Риму подходит 150-тысячная армия временно преодолевших разногласия остготов, под командованием своего короля Витигеса и Матасунты, начинает битву с византийцами и полностью их разбивает. Только после этого, римляне, наблюдавшие за битвой с крепостных стен, наконец-то впускают в город остатки разбитого и уже неопасного византийского войска. Израненный Велисарий умирает у ног лицемерно «скорбящего» Цетега (исторический же Велизарий в этом году спасся от остготов в Риме и остался живым). Рим осаждён остготами.

### «Битва за Рим, часть 2 — Измена»
537 год. Начинается штурм Рима войсками остготов.
538 год. Попытка остготов проникнуть в Рим заканчивается их тяжёлым поражением. В бою гибнет Витигес. Тейя разоблачает измену его жены Матасунты и убивает её.
541 год. В Константинополе Юстинианом и Нарсесом разоблачёна измена Феодоры с Цетегом и её интрига против Нарсеса. Феодора кончает жизнь самоубийством. В Риме Юлия просит своего отца Цетега согласиться на её брак с Тотилой, после отказа она покидает Рим и скрывается в лагере у своего возлюбленного. Цетег возмущён изменой дочери. У остготов лидерами становятся Тотила на юге Италии и Тейя на севере Италии.
543 год. Тотиле сдаётся Неаполь. Тотила предлагает корону остготов престарелому Гильдебранду, но тот отказывается, и остготы коронуют самого Тотилу. При этом Тотила и Тейя рассчитывают на помощь с моря некоего «флота короля викингов Харальда» (видимо это символизм фильма, так как исторические викинги появятся на севере Европы не ранее VIII века, то есть только через двести лет).
546 год. Тотила вместе с Юлией входит в Рим без сопротивления и возвращает его остготам. Цетег бежит к византийцам.
552 год. Начинается битва при Тагинах между римской и остготской армиями. Тотила ранен, Цетег по ошибке вместо Тотилы убивает свою дочь Юлию. Войско остготов разбито, римское — чрезвычайно ослаблено. Тотила умер, и своим новым королём остготы провозглашают Тейю. К Риму подходит огромная византийская армия под командованием архистратига Нарсеса. Нарсес принуждает Цетега к самоубийству и берёт Рим.
Вскоре Нарсес в последней битве в Аппенинах у Везувия разбивает остатки остготов, Тейя погибает, и на этом «заканчивается вся эпопея готов в Италии, начавшаяся с их великого похода на юг». Нарсес милостиво отпускает прекративших сопротивление оставшихся в живых остготов на их северную родину. Остготы, ведомые Гильдебрандом, «уносят с собой тело своего великого короля Тотилы» (однако в фильме остготы несут тело Тейи). Концовка фильма символична: уходя из Италии, остготы видят вдалеке в море «флот короля викингов Харальда, который идёт на Рим».

## В ролях
- ? — Теодорих Великий
- Фридрих фон Ледебур — Гильдебранд
- Онор Блэкман — Амаласунта
- Харриет Андерссон — Матасунта
- Флорин Пьерсик — Витигес
- Роберт Хоффманн[англ.] — Тотила
- Эманоил Петруц — Тейя
- Лоуренс Харви — префект Рима Марк Юлий Цетег
- Ингрид Боултинг[англ.] (в титрах — Ингрид Бретт) — Юлия, дочь Цетега
- Орсон Уэллс — император Юстиниан I
- Силва Кошина — императрица Феодора
- Майкл Данн — стратег Нарсес
- Лэнг Джеффрис[англ.] — полководец Велисарий
- Адела Мэркулеску — Аспа
- Йон Дикисяну — Фуриус

## Версии
Оригинальная версия в Западной Германии состоит из двух частей — «Битва за Рим часть 1» (99 минут) и «Битва за Рим часть 2 — Измена» (91 минута).
Версии, выпущенные в прокат в других странах, подвергались значительным сокращениям:
В СССР продолжительность фильма составила 85 минут.
В США, где картина демонстрировалась под названием «The Last Roman» (рус. Последний римлянин) — 103 минуты.
В 1974 году была подготовлена новая версия для США длиной в 94 минуты. С 1976 года эта же редакция демонстрируется в ФРГ.

## Критика
Один из крупнейших немецкоязычных информационных сайтов о кино Lexikon des Internationalen Films приводит такую аннотацию к фильму: «Гибель империи остготов в Италии, спровоцированная политической двуличностью римлян. Борьба за власть, интриги и батальные сцены в соответствии с законами жанра, но в несколько устаревшем стиле… Очень дорогой, зрелищный, несколько наивный, захватывающий фильм, но слишком запутанный и психологически поверхностный». Схожая оценка даётся и другими критиками: «Детальные костюмы, красочные виды, зрелищные сражения — ветеран режиссуры Роберт Сиодмак не экономит в своём последнем фильме и показывает всё что умеет в монументальном жанре. <…> всё это укладывается в старомодный взгляд на историю „великих мужчин и женщин“, но выглядит наивным и мелодраматичным».